# Eschau (Francia)
Eschau è un comune francese di 4 870 abitanti situato nel dipartimento del Basso Reno nella regione del Grand Est.

## Società

### Evoluzione demografica
Abitanti censiti